# Сасыр
Сасыр (эвен. Эгден Мōла) — населённый пункт на северо-востоке Якутии.

## География
Село расположено на берегах реки Мома, в Момском районе, в зоне резко континентального субарктического климата.

## История
В годы Великой Отечественной войны близ села был основан один из лагерей ГУЛага, здесь политзаключённые добывали урановую руду.
В 2010 году в Сасыре открылся парк отдыха и школа.

## Население
| 2002 | 2010 | 2011 | 2012 | 2013 | 2014 | 2015 |
| ---- | ---- | ---- | ---- | ---- | ---- | ---- |
| 772  | ↘713 | →713 | ↘706 | ↘697 | ↘687 | ↘683 |
| 2016 | 2017 | 2018 | 2019 | 2020 | 2021 |      |
| ↘665 | ↗670 | ↘666 | ↘658 | ↘656 | ↗687 |      |